# Communauté rurale de Néttéboulou
La communauté rurale de Néttéboulou est une communauté rurale du Sénégal située à l'est du pays. 
Elle fait partie de l'arrondissement de Missirah, du département de Tambacounda et de la région de Tambacounda.